# The Ultimate Warrior
The Ultimate Warrior eller Warrior, egentligen James Brian Hellwig, född 16 juni 1959 i Crawfordsville, Indiana, död 8 april 2014 i Scottsdale, Arizona, var en professionell amerikansk wrestlare som deltog i WWE- och WCW-matcher.
Han debuterade som fribrottare den 28 november 1985 under artistnamnet Jim "Justice" Hellwig, och hade sin storhetsperiod i slutet av 1980-talet och början av 1990-talet.
Hans kännetecken var hans speciella ansiktsmålning samt att skaka repen våldsamt.
Han dog av en plötslig hjärtattack, obduktionen visade på långtgående åderförkalkning.

### Fotnoter
1. ↑  http://www.bbc.co.uk/newsbeat/26951039
2. ↑  ”Ultimate Warrior”. Online World Of Wrestling. http://www.onlineworldofwrestling.com/bios/u/ultimate-warrior/. Läst 14 februari 2013.